# Бегония
Бего́ния (лат. Begonia) — род растений семейства Бегониевые. Род включает около 1600 видов.

## Название
Родовое латинское название Begonia дано в честь французского интенданта колоний и флота Мишеля Бегона (фр. Michel Bégon, 1638—1710). Русскоязычное название является транслитерацией латинского.

## Ботаническое описание
Среди бегоний встречаются однолетние и многолетние травы, кустарники (изредка лазающие) или полукустарники с ползучим или клубневидно утолщённым корневищем, иногда с клубнем. Листья, как правило, асимметричные, часто красивой окраски (особенно у культурных видов). Цветки неправильные, однополые, однодомные. Листочки околоцветника неравные, ярко окрашенные; плод — коробочка. Высота 30-40см

## Размножение
Бегонии размножаются:
- черенками (верхушечными, стеблевыми) — подходит для растений, у которых есть стебель;
- клубнями — применим только для клубневых сортов бегонии;
- делением куста — отличный способ во время пересадки растения;
- воздушными отводками — идеально подходит для вьющихся ампельных сортов;
- семенами — для долго цветущих видов;
- листом — эффективный метод для получения нескольких отростков из одного листка.

## Уход
Для бегоний наиболее благоприятна температура 13—22 °C, однако необходимо поддерживать стабильный уровень влажности воздуха — не менее 60 %. Особенности сезонного содержания обусловлены природой каждого вида. Кустовидные и травянистые бегонии с надземными или подземными корневищами находятся с октября по февраль в состоянии покоя. Клубневые бегонии переводят в состояние покоя, сокращая полив и срезая увядшие побеги. Можно хранить клубни этих растений в темноте при температуре 10—12 °C около двух месяцев. Бегонии лучше растут и развиваются в полутени. Эти растения поливают только после полного высыхания поверхности земляного кома. Чтобы обеспечить нужную влажность, горшок рекомендуется ставить во влажный торф или на поднос с водой, но так, чтобы горшок не был в воде. Для этого на поднос насыпают гальку или горшок ставят на перевёрнутое блюдце.
При избыточном увлажнении бегонии загнивают. В жаркие дни воздух вокруг бегонии опрыскивают, стараясь не попасть на листья. Растение пересаживают лишь в случае необходимости.

## Происхождение и географическое распространение
Род бегония — самый крупный и наиболее известный в семействе бегониевых, насчитывающий свыше 1000 видов.
Широко распространены бегонии в тропических влажных лесах, а также в горах на высоте 3000—4000 м над уровнем моря, реже в сухих местообитаниях тропических и субтропических районов.
Больше всего видов бегоний в Южной Америке, ареал которых на севере доходит до Мексики. В Азии бегонии произрастают в Восточных Гималаях, горных областях Индии, Южной Индии, на Малайском архипелаге и острове Шри-Ланка. В Африке бегонии тяготеют к её наиболее влажной западной части. Данные проведенных исследований показали, что существуют родственные связи между видами, обитающими в Африке и Америке. Существует даже мнение, что именно Африка явилась тем континентом, откуда в далёком прошлом бегонии распространились и в Азию, и в Америку. По числу произрастающих видов бегоний Африка занимает третье место в мире.

## Использование в декоративном садоводстве

### История садовой культуры
Впервые бегонии были обнаружены и описаны французским ботаником и монахом Шарлем Плюмье, который принимал участие в научной экспедиции, организованной в 1687 году Мишелем Бегоном на Антильские острова для сбора растений. Совершая научную экспедицию в Вест-Индию, Ш. Плюмье нашёл шесть видов растений, которые нельзя было отнести ни к одному известному в ту пору роду. В 1690 году новый род Ш. Плюмье назвал «бегония» — в честь своего патрона и друга Мишеля Бегона. После возвращения из экспедиции на основании полученного материала Шарль Плюмье опубликовал книгу «Описание растений Америки с их рисунками».

В декоративном садоводстве как декоративно-лиственные и красивоцветущие растения широкое распространение получили около 125 видов и их гибридов. Обогащению ассортимента послужила значительная работа по гибридизации и селекции бегонии, которая была развёрнута начиная со второй половины XIX века.

В 1856 году в Ассаме (Индия) была найдена бегония королевская (Begonia rex Putz.) с серебристо-коричневыми листьями. В горах Южной Америки (Андах) натуралисты обнаружили клубневые бегонии — в 1864 году бегонию боливийскую (Begonia boliviensis DC.) (Боливия), в 1866 году — бегонию Вейча (Begonia veitchii Hook. f.) (Перу), в 1866 г. — бегонию Пирса (Begonia pearcei Hook. f.) (Перу, Боливия). Введение в культуру клубневых бегоний и использование их в последующих работах по гибридизации привело к получению большой группы крупноцветущих бегоний.
Сегодня существуют тысячи гибридных форм и сортов бегоний. Наибольшей известностью пользуются сорта, выведенные в Бельгии.

### Декоративное применение
Бегония — одно из самых популярных декоративно-цветущих и декоративно-лиственных растений. В цветоводстве бегонии с одинаковым успехом используются в открытом и защищенном грунте. Большинство бегоний цветут всё лето, однако при создании им хороших условий они могут цвести и осенью, и зимой. Большинство бегоний используются как декоративно-лиственные и цветущие растения для озеленения жилых помещений при создании композиций и в качестве одиночных комнатных растений. Используются также в ампельной комнатной культуре, в зимних садах, в подвесных корзинках, кашпо. Бегонию вьюнковую (Begonia convolvulaceae A.DC.) можно использовать для декорирования трельяжей, стен, окон и как почвопокровное растение. Бегонии всегда применялись при оформлении интерьера в романтическом стиле. Прекрасные офисные растения.
В качестве однолетников открытого грунта используются два вида: бегония вечноцветущая (Begonia semperflorens Link & Otto) и бегония клубневая (Begonia × tuberhybrida Voss син. Begonia tuberosa hort.). Бегония вечноцветущая используется во всех видах цветников, включая ковровые. Бегония клубневая используется для озеленения балконов, в контейнерах на верандах и закрытых двориках, а также в цветниках.

## Болезни
- Мучнистая роса
- Серая гниль
- Бактериальная пятнистость
- Кольцевая пятнистость

## Вредители
- Ложнощитовка мягкая
- Тля оранжерейная
- Белокрылка оранжерейная
- Трипс тепличный
- Галловая нематода
- Листовая нематода

## Садовая классификация
В декоративном садоводстве пока нет устоявшейся общепринятой классификации бегоний, поэтому в специальной литературе можно встретить различные условные варианты их деления на группы. Так, некоторые специалисты выделяют только две основные садовые группы форм и сортов бегоний, исходя из их биологических особенностей и способов применения — лиственно-декоративные и красивоцветущие. Другие — подразделяют бегонии на три группы в зависимости от характера подземной части: корневищные, клубневые и с мочковатыми корнями (или с поверхностной корневой системой). Встречается также и иное название этих трёх групп: декоративно-лиственные, клубневые и кустовидные.

В последнее время, в зависимости от морфологических особенностей побегов и характера роста растений, среди бегоний выделяют 4 группы:
- кустовидные бегонии с прямостоячими бамбукоподобными побегами;
- виды бегоний с толстыми корневищными побегами, лежащими на земле (или полегающими);
- бегонии с ползучими или поникающими тонкими гибкими побегами;
- виды бегоний — родоначальники гибридных красивоцветущих форм.

В популярной книге профессора, доктора сельскохозяйственных наук В. В. Воронцова «Комнатные растения. Новое руководство по уходу» приводится следующая условная классификация бегоний:
- клубневые;
- кустарниковые;
- красивоцветущие (с обильными яркими цветками);
- декоративно-лиственные (с красиво окрашенными листьями).

По способу использования бегоний в комнатном цветоводстве существует особая классификация:
- декоративноцветущие горшочные бегонии;
- декоративнолиственные комнатные бегонии;
- декоративноцветущие комнатные бегонии

Всё многообразие форм клубневой бегонии делится на садовые группы. Входящие в них старые сорта различаются в основном колерами, а современные зарегистрированы сортосериями или отдельными сортами. Цветовая гамма включает 7 основных окрасок: белая, жёлтая, шарлаховая, медная, оранжевая, лососёвая, розовая, тёмно-красная. С конца XX века большую популярность приобрели сортосерии селекции Бенари (Германия) — Нонстоп, Орнамент, Пин Ап.
- Крупноцветковые махровые. Самая популярная промышленная группа. Диаметр цветков достигает 12—15 см. Полная колористическая гамма.
- Пикоте (от фр picotee — испещрённый). Крупноцветковые махровые бегонии с испещрёнными и окаймлёнными лепестками. Они бывают белые, жёлтые и светло-розовые, все с узкой розовой каймой.
- Фимбриата (лат. fimriata — бахромчатый) Крупные цветки — гвоздиковидные, с сильно изрезанными краями лепестков. Культивары всех основных окрасок.
- Мелкоцветковые Пендула (лат. pendula — висячий). Побеги ампельные, длинные, разветвлённые. Листья мелкие, цветки узкие. Полная колористическая гамма.
- Крупноцветковые Пендула. Довольно крупные махровые цветки, по форме и окраске схожие с кустовыми крупноцветковыми. Среди новейших культиваров — популярная сортосерия Иллюминейшн с цветками диаметром 6—8 см и очень длинными побегами.
- Максима. Компактные кусты с хорошим нижним ветвлением, цветки среднего размера, махровые, но очень обильные. В ассортименте — все окраски.
- Бертини Компакта. Кусты низкие, компактные, цветки среднего размера, разной махровости. Наиболее популярны красно-оранжевые культивары, но есть также белые, жёлтые, розовые.
- Криспа Маргината (лат. crispa marginata — с курчавыми краями). Цветки простые, белые или жёлтые, с курчавящейся красной каймой на волнистых лепестках, центр жёлтый[9].

## Ботаническая классификация
Род включает около 1600 видов.
Некоторые из них:
- Бегония зимующая (Begonia hiemalis)
- Begonia aconitifolia
- Begonia albopicta
- Begonia amarela
- Begonia annulata
- Begonia bowerae
- Begonia corallina
- Begonia cubensis
- Begonia dichroa
- Begonia exotica
- Begonia grandis
- Begonia hirtella
- Begonia jairii
- Begonia lucerna corralina
- Begonia maculata
- Begonia masoniana
- Begonia minor
- Begonia naumoniensis
- Begonia odorata
- Begonia pustulata
- Begonia rex
- Begonia ricinifolia
- Begonia shasta
- Begonia thelmae
- Begonia ulmifolia
- Begonia vellosiana
- Begonia wollnyi
- Begonia wrightiana
- Begonia ×tuberhybrida
- Begonia-Elatior-Hybrids
- Begonia-Semperflorens-Hybrids

## В астрономии
В честь бегонии назван астероид (943) Бегония, открытый в 1920 году.